# Lundby IF
Lundby Idrottsförening (Lundby IF) är en fotbollsförening från Hisingen i Göteborg, bildad 1919. Herrlaget har spelat nio säsonger i näst högsta divisionen, senast säsongen 1998. Föreningen har också  tre segrar i Gothia Cup.

## Historia
Lundby IF vann 1929 Göteborgs elitserie och avancerade till de nationella serierna. 1932 trillade laget nästan ur västsvenskan, men trots att de slutade näst sist fick de stanna kvar tack vare att IFK Borås drog sig ur. Säsongen 1939/1940 gick Lundby upp i division II, där man debutsäsongen 1940/1941 slutade på sjätteplats i västra serien. Säsongen därpå vann man division II västra, tre poäng före Tidaholms G&IF och nio poäng före Örgryte IS, och fick kvala till allsvenskan mot Halmstads BK. I kvalet spelade Lundby 1–1 mot Halmstad BK hemma på Rambergsvallen, men det blev HBK som gick upp i allsvenskan efter att ha vunnit med 2–1 på Örjans vall i den andra matchen.
Ungdomsverksamheten gav seger i JSM 1990 med Teddy Lučić och Bosko Orovic som tongivande spelare. 1997 vann klubbens 15-åriga pojkar SM i futsal med Tobias Hysén i laget.
Säsongen 2006 startade Lundbys herrlag i Division II Västra Götaland, men utgick under mitten av året till följd av att föreningen gick i konkurs. Kort därefter startades den nya föreningen Lundby IF 06. År 2015 strök man "06" från föreningsnamnet.
2016 meddelade klubben via sin hemsida att man "gör ett uppehåll" från seniorfotboll och att man istället valt att lägga fokus på klubbens breddverksamhet. 
Lagom till klubbens 100-årsjubileum säsongen 2019 meddelade man att man åter startat upp en seniorverksamhet för kommande säsong och laget spelade första säsongen i division 7C Göteborg. Säsongen 2022 slutade man tvåa och gick upp till division 6 säsong 2023. Under slutet på höstsäsongen år 2023 påbörjade laget en lång segersvit - efter vinst i 17 raka seriematcher tog laget året därpå hem seriesegern i division 6B. Säsongen 2025 spelar klubben i division 5.  
Laget startade säsongen 2023 även ett damlag som spelar i division 5. 

## Kända profiler
I grönvita Lundby IF:s matchtröja har bland andra Herbert Lundgren, Bengt "Fölet" Berndtsson, Teddy Lučić, Tobias Hysén, Tommy Naurin och Dime Jankulovski spelat, och förre riksidrottsordföranden Gunnar Larsson har också spelat i föreningens A-lag. Han var dessutom ordförande när Lundby IF startade sin framgångsrika ungdomsverksamhet i mitten av 1960-talet.